# Gemeinderat (Österreich)
Der Gemeinderat (in Vorarlberg und in Salzburg Gemeindevertretung genannt) ist in Österreich die gewählte Volksvertretung innerhalb einer Gemeinde. Er wird von den Bürgern direkt gewählt. Die Anzahl der Gemeinderäte, wie die einzelnen Personen bezeichnet werden, ist abhängig von der Anzahl der in der Gemeinde gemeldeten Einwohner mit Hauptwohnsitz. Wahlberechtigt sind sowohl alle österreichischen Staatsbürger als auch die im Ort ansässigen EU-Bürger. Es gibt auch immer wieder Diskussionen, ob auch Nicht-EU Bürger das Wahlrecht erhalten sollen, wenn sie sich eine bestimmte Zeit in der Gemeinde aufhalten. Maßgeblich sind die jeweiligen Gemeindewahlordnungen, die Landesgesetze sind.

Gemeinderat und Stadtsenat der Statutarstadt St. Pölten nach der Gemeinderatswahl 2011

Aus den Reihen der Gemeinderäte wird vom Gemeinderat eine Anzahl von geschäftsführenden Gemeinderäten (gfGR) gewählt. Diese bilden gemeinsam den Gemeindevorstand. Der Vorstand einer Gemeinde, in Städten auch Stadtrat oder in Statutarstädten inkl. Wien Stadtsenat genannt, ist wie der Gemeinderat ein Kollegialorgan – er fasst seine Beschlüsse mit der Mehrheit seiner Mitglieder. Das einzelne Mitglied des Gemeindevorstandes hat keinerlei Beschlusskompetenz. Es gibt im Gegensatz zur Landes- und Bundesebene in der Gemeinde keine „Ressorts“, auch wenn der allgemeine Sprachgebrauch so tut, als ob (Baustadtrat, Finanzstadträtin o. ä.).
Der Gemeinderat legt innerhalb des gesetzlichen Rahmens durch Wahl die Anzahl der Gemeinderatsausschüsse und seiner Mitglieder fest. Ausschüsse arbeiten weisungsfrei, haben in aller Regel aber keine Beschlusskompetenz, sondern nur beratende Funktion. Abweichende Regelungen treffen die Gemeindeordnungen von Vorarlberg, Tirol und die Landesverfassung von Wien, wo bestimmten Ausschüssen beschließende Kompetenz gewährt wird. Praktisch in jeder Gemeinde wird in den Ausschüssen die Tagesordnung des Gemeinderates vorberaten und dem Gemeinderat zur Beschlussfassung empfohlen. Es ist den Ausschüssen aber vorbehalten, auch eigene Empfehlungen innerhalb ihres Fachgebietes zu entwickeln. Der Gemeinderatsausschuss wählt seinen Vorsitz aus der Mitte seiner Mitglieder. Es ist weit verbreitet üblich und durchaus zweckmäßig, jedem Mitglied des Gemeindevorstandes auch einen Ausschussvorsitz zuzuteilen. Eine gesetzliche Verpflichtung dazu existiert aber nicht.

Der Gemeinderat könnte auf die Einsetzung von Ausschüssen auch gänzlich verzichten. Eine Ausnahme davon bildet der Prüfungsausschuss (Kärnten: Kontrollausschuss, Salzburg und Tirol: Überprüfungsausschuss): dieser muss eingerichtet werden, hat eine klar festgelegte Anzahl von Mitgliedern und die Vergabe des Vorsitzes ist an gesetzliche Regeln gebunden.

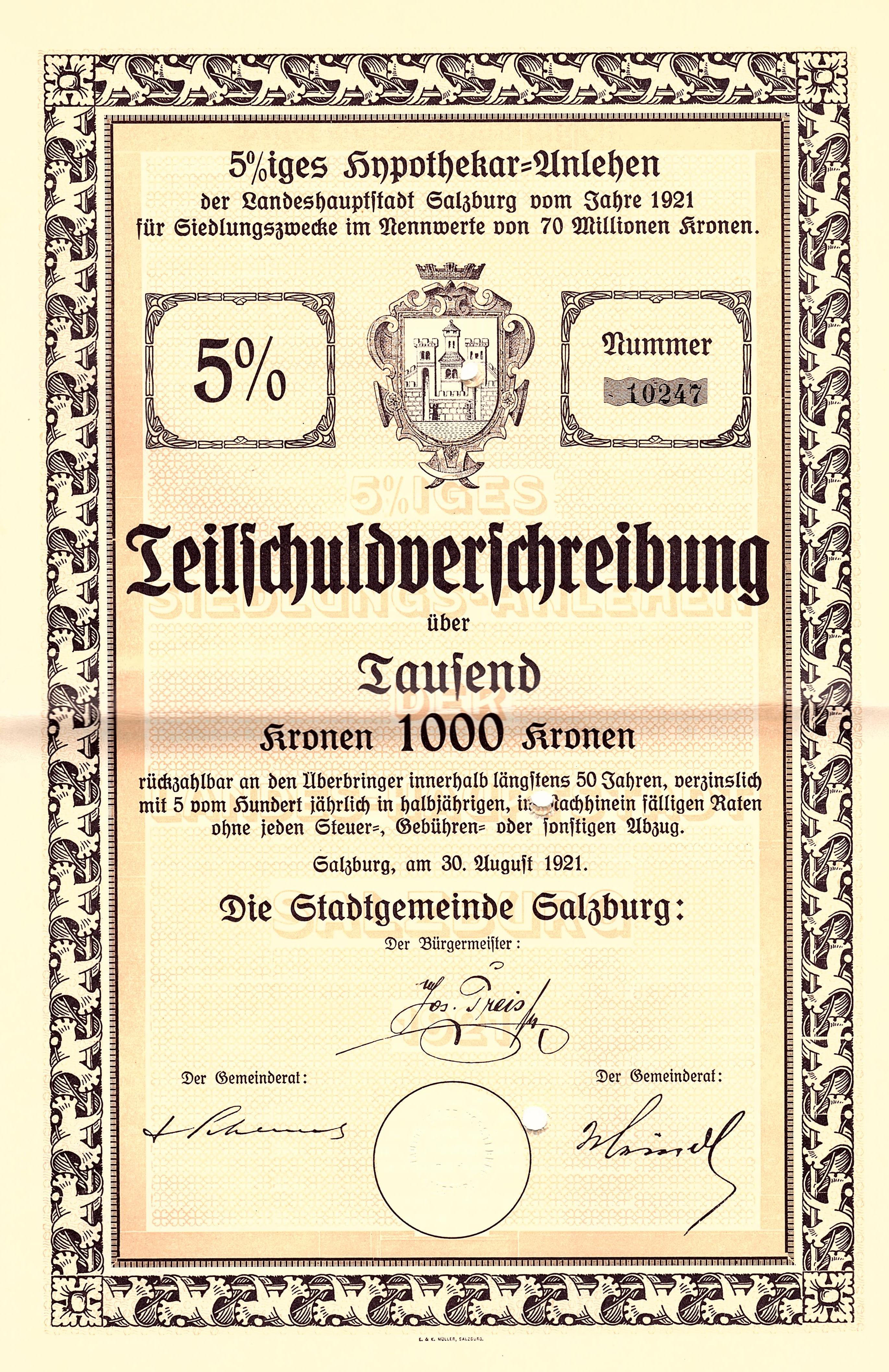
Teilschuldverschreibung der Landeshauptstadt Salzburg vom 30. August 1921 mit den Unterschriften zweier Gemeinderäte

Im Rahmen der Finanzhoheit der Gemeinde wird das Budget vom Gemeinderat beschlossen. Auch in Bauangelegenheiten hat der Gemeinderat ein gewichtiges Wort mitzureden. Er ist Baubehörde zweiter Instanz nach dem Bürgermeister, das heißt Einsprüche bei Bauverhandlungen werden vom Gemeinderat behandelt.
Bundesländerabhängig wird der Bürgermeister vom Gemeinderat oder von den Bürgern direkt gewählt. In den meisten Bundesländern wird er direkt (vom Volk) gewählt; in Niederösterreich, der Steiermark und Wien jedoch von den Mitgliedern des Gemeinderates.
Das politische Geschehen einer Gemeinde wird in Gemeinderatssitzungen bestimmt, wobei der größte Teil öffentlich ist, das heißt jeder Bürger kann zuhören, hat aber kein Mitsprache- oder Stimmrecht. Oft gibt es einen nicht öffentlichen Teil, in dem personenbezogene Angelegenheiten verschiedener Art abgehandelt werden und über die die Mandatare Schweigepflicht haben.

## Wahlsysteme

### Listenwahl
Eine politische Partei oder eine Personengruppe stellt eine gereihte Kandidatenliste auf. Diese Liste wird vor der Wahl bekannt gegeben. Aus den bei der Wahl erzielten Stimmen werden Mandate (Anzahl an Sitzen im GR) errechnet und der Liste zugewiesen. Die entsprechende Anzahl an zuvorderst gelisteten Kandidaten wird in den Gemeinderat entsandt. Tritt ein Listenmitglied zurück oder fällt aus, kommt der Listennächste zum Zug.

### Vorzugsstimmenwahl
Ausgehend von der Reihenfolge auf der Liste können die Wähler durch Vergabe von Vorzugsstimmen auch noch eine Vor- oder Rückreihung einzelner Kandidaten durchführen, die je nach Stimmenanzahl innerhalb der Reihung vor- oder zurückgereiht werden und dadurch unabhängig vom gesamten Stimmenanteil trotz einer vorherigen Reihung weiter hinten in der Liste in den Gemeinderat einziehen können oder aus der Reihung herausfallen können.
In beiden Fällen werden die Mandate in einem einstufigen Wahlverfahren nach dem Wahlsystem von D’Hondt zugeteilt.
Üblicherweise wird in allen Bundesländern heute die Vorzugsstimmenwahl durchgeführt.

### Mehrheitswahl
Nur in Vorarlberg gibt es die Mehrheitswahl oder – offizielle Bezeichnung: – das Wahlverfahren für die Wahlen in die Gemeindevertretung in Ermangelung von Wahlvorschlägen. Dabei gibt es keine Wahlvorschläge (Listen) und die Wähler schreiben selbst ihren eigenen Wahlvorschlag auf den Wahlzettel. Entscheidend sind die Anzahl der auf einzelne Personen entfallene Stimmen, wer in den Gemeinderat entsandt wird. Bei der Gemeinderatswahl 2015 wurde in 16 Gemeinden nach diesem System gewählt.

## Anzahl der Gemeinderäte
Die Anzahl der Gemeinderäte wird von den Ländern in den Gemeindeordnungen geregelt.

### Burgenland
Die Anzahl der Mitglieder des Gemeinderates ist in der Burgenländischen Gemeindeordnung geregelt. Für die beiden Städte mit eigenem Statut ist die Anzahl im jeweiligen Stadtrecht festgelegt.
| Wahlberechtigte | Gemeinderats- mitglieder |
| --------------- | ------------------------ |
| bis 250         | 9                        |
| 251–500         | 11                       |
| 501–750         | 13                       |
| 751–1.000       | 15                       |
| 1.001–1.500     | 19                       |
| 1.501–2.000     | 21                       |
| 2.001–3.000     | 23                       |
| über 3.000      | 25                       |

| Stadt mit Statut | Gemeinderats- mitglieder |
| ---------------- | ------------------------ |
| Eisenstadt       | 29                       |
| Rust             | 19                       |

### Kärnten
Die Anzahl der Mitglieder des Gemeinderates ist in der Kärntner Allgemeinen Gemeindeordnung geregelt. Für die beiden Städte mit eigenem Statut ist die Anzahl jeweils in ihrem Stadtrecht festgelegt.
| Einwohner     | Gemeinderats- mitglieder |
| ------------- | ------------------------ |
| bis 1000      | 11                       |
| 1.001–2.000   | 15                       |
| 2.001–3.000   | 19                       |
| 3.001–6.000   | 23                       |
| 6.001–10.000  | 27                       |
| 10.001–20.000 | 31                       |
| über 20.000   | 35                       |

| Stadt mit Statut | Gemeinderats- mitglieder |
| ---------------- | ------------------------ |
| Klagenfurt       | 45                       |
| Villach          | 45                       |

### Niederösterreich
Die Anzahl der Mitglieder des Gemeinderates ist in der Niederösterreichischen Gemeindeordnung 1973 geregelt. Für die vier Städte mit eigenem Statut ist die Anzahl im jeweiligen Stadtrecht festgelegt.
| Einwohner     | Gemeinderats- mitglieder |
| ------------- | ------------------------ |
| bis 500       | 13                       |
| 501–1.000     | 15                       |
| 1.001–2.000   | 19                       |
| 2.001–3.000   | 21                       |
| 3.001–4.000   | 23                       |
| 4.001–5.000   | 25                       |
| 5.001–7.000   | 29                       |
| 7.001–10.000  | 33                       |
| 10.001–20.000 | 37                       |
| 20.001–30.000 | 41                       |
| über 30.000   | 45                       |

| Stadt mit Statut      | Gemeinderats- mitglieder |
| --------------------- | ------------------------ |
| Krems an der Donau    | 40                       |
| St. Pölten            | 42                       |
| Waidhofen an der Ybbs | 40                       |
| Wiener Neustadt       | 40                       |

### Oberösterreich
Die Anzahl der Mitglieder des Gemeinderates ist in der Oberösterreichischen Gemeindeordnung 1990 geregelt. Für die drei Städte mit eigenem Statut ist die Anzahl im jeweiligen Statut geregelt.
| Einwohner   | Gemeinderats- mitglieder |
| ----------- | ------------------------ |
| bis 400     | 9                        |
| 401–1.300   | 13                       |
| 1.301–2.300 | 19                       |
| 2.301–5.000 | 25                       |
| 5.001–7.300 | 31                       |
| über 7.300  | 37                       |

| Stadt mit Statut | Gemeinderats- mitglieder |
| ---------------- | ------------------------ |
| Linz             | 61                       |
| Wels             | 36                       |
| Steyr            | 36                       |

### Salzburg
Die Anzahl der Mitglieder der Gemeindevertretung ist in der Salzburger Gemeindeordnung 1994 geregelt. Für die Statutarstadt Salzburg ist die Anzahl in ihrem Stadtrecht geregelt.
| Einwohner   | Gemeindevertretungs- mitglieder |
| ----------- | ------------------------------- |
| bis zu 800  | 9                               |
| 801–1.500   | 13                              |
| 1.501–2.500 | 17                              |
| 2.501–3.500 | 19                              |
| 3.501–5.000 | 21                              |
| über 5.000  | 25                              |

| Stadt mit Statut7 | Gemeindevertretungs- mitglieder |
| ----------------- | ------------------------------- |
| Salzburg          | 40                              |

### Steiermark
Die Anzahl der Mitglieder der Gemeinderäte ist in der Steiermärkischen Gemeindeordnung geregelt. Für die Statutarstadt Graz ist die Anzahl in ihrem Statut geregelt.
| Einwohner    | Gemeinderats- mitglieder |
| ------------ | ------------------------ |
| bis 1.000    | 9                        |
| 1.001–3.000  | 15                       |
| 3.001–5.000  | 21                       |
| 5.001–10.000 | 25                       |
| über 10.000  | 31                       |

| Stadt mit Statut7 | Gemeinderats- mitglieder |
| ----------------- | ------------------------ |
| Graz              | 48                       |

### Tirol
Die Anzahl der Mitglieder der Gemeinderäte ist in der Tiroler Gemeindeordnung geregelt. Für die Statutarstadt Innsbruck ist die Anzahl in ihrem Stadtrecht geregelt.
| Einwohner    | Gemeinderats- mitglieder |
| ------------ | ------------------------ |
| bis 200      | 9                        |
| 201–1.000    | 11                       |
| 1.001–2.000  | 13                       |
| 2.001–4.000  | 15                       |
| 4.001–6.000  | 17                       |
| 6.001–10.000 | 19                       |
| über 10.000  | 21                       |

| Stadt mit Statut | Gemeinderats- mitglieder |
| ---------------- | ------------------------ |
| Innsbruck        | 40                       |

### Vorarlberg
Die Anzahl der Mitglieder der Gemeindevertretungen ist ausschließlich im Gesetz über die Organisation der Gemeindeverwaltung geregelt, da in Vorarlberg keine Städte mit eigenem Statut bestehen.
| Einwohner     | Gemeindevertretungs- mitglieder |
| ------------- | ------------------------------- |
| bis 500       | 9                               |
| 501–1.000     | 12                              |
| 1.001–1.500   | 15                              |
| 1.501–2.000   | 18                              |
| 2.001–2.500   | 21                              |
| 2.501–5.000   | 24                              |
| 5.001–8.000   | 27                              |
| 8.001–11.000  | 30                              |
| 11.001–15.000 | 33                              |
| über 15.000   | 36                              |

### Wien
In Wien umfasst der Gemeinderat 100 Mitglieder.
Die Bezirksvertretungen weisen jeweils 40 bis 60 Mitglieder auf. Bezirke bis zu 50.000 Einwohner haben 40 Mitglieder, je 4.000 zusätzliche Einwohner kommen 2 Bezirksvertreter hinzu, wobei die Maximalzahl von 60 nicht überschritten werden darf.